# Jezioro Górne (powiat czarnkowsko-trzcianecki)
Jezioro Górne – zbiornik wodny (sztuczny) w woj. wielkopolskim, w powiecie czarnkowsko-trzcianeckim, w gminie Wieleń, leżące na terenie Kotliny Gorzowskiej i Puszczy Noteckiej.
Zbiornik jest częścią łańcucha jezior mialskich. Na zachodnim brzegu zbiornika zlokalizowana jest wieś Mężyk, przez którą przepływa rzeka Miała łącząc Jezioro Górne ze zbiornikiem Bąd. Od wschodu zbiornik jest połączony kanałem ze zbiornikiem Mileczki.

## Dane morfometryczne
Powierzchnia zwierciadła wody według różnych źródeł wynosi od 25,43 ha (lustra wody) lub 28,3 ha (ogólna) do 28,5 ha.
Zwierciadło wody położone jest na wysokości 52,3 m n.p.m. lub 52,7 m n.p.m. Średnia głębokość jeziora wynosi 0,8 m, natomiast głębokość maksymalna 1,4 m.
Na podstawie badań przeprowadzonych w 1998 roku wody jeziora zaliczono do III klasy czystości.

## Hydronimia
Według urzędowego spisu opracowanego przez Komisję Nazw Miejscowości i Obiektów Fizjograficznych (KNMiOF) zbiornik ten klasyfikowany jest jako zbiornik wodny (sztuczny) o nazwie Jezioro Górne. W różnych publikacjach zbiornik ten nazywany jest jeziorem.